# João Palhinha
João Maria Lobo Alves Palhinha Gonçalves, noto semplicemente come João Palhinha (Lisbona, 9 luglio 1995), è un calciatore portoghese, centrocampista del Tottenham, in prestito dal Bayern Monaco, e della nazionale portoghese, con cui ha vinto la UEFA Nations League 2024-2025.

## Caratteristiche tecniche
Di ruolo mediano, è possente, forte fisicamente e bravo nel gioco aereo.

## Carriera

### Club

#### Sporting e prestiti
Cresciuto calcisticamente nelle giovanili dello Sporting Lisbona, fa il suo debutto tra i professionisti il 3 febbraio 2014 subentrando a Iuri Medeiros nel corso di Sporting Lisbona B-Portimonense. Nel 2015 viene girato in prestito al Moreirense e successivamente al Belenenses, dove trova la sua prima rete in carriera nell'1-1 contro il Vitória Guimarães. Nella finestra invernale di calcio mercato del 2017 ritorna allo Sporting Lisbona ed esordisce coi Leões il 21 gennaio, subentrando al minuto 63 a William Carvalho, nel corso dell'incontro pareggiato per 2-2 contro il Marítimo. Il 12 ottobre 2017 realizza la sua prima doppietta in carriera in occasione della partita di coppa nazionale vinta per 4-2 contro l'Oleiros.

#### Braga
Il 7 agosto 2018 Palhinha viene ceduto in prestito biennale al Braga. Fa il suo esordio con la squadra del Minho il 19 agosto, subentrando a Wilson Eduardo al minuto 63 dell'incontro pareggiato per 3-3 contro il Santa Clara. Una settimana dopo fa il suo esordio da titolare e mette a segno la sua prima rete contribuendo alla vittoria finale per 3-1 contro il Desp. Aves. Sotto la guida di Rúben Amorim avviene la sua consacrazione, aiutando la squadra a vincere la Taça da Liga, centrare il terzo posto in campionato nella stagione 2019-20 e, segnando il gol dell'1-0 contro il Benfica, portare alla vittoria contro il club di Lisbona che mancava da 65 anni. Il 15 agosto 2019 mette a segno la sua prima rete in competizioni europee, aprendo le marcature nel 3-1 finale contro i danesi del Brøndby in Europa League.

#### Ritorno allo Sporting
Nella stagione 2020-21 rientra dal prestito e ritrova l'allenatore Amorim. Contribuisce a far vincere al club la Taça da Liga. Il 15 febbraio 2021 realizza il suo primo gol in campionato con lo Sporting, segnando la rete del definitivo 2-0 contro il Paços Ferreira.

#### Fulham
Il 4 luglio 2022 Palhinha viene acquistato dal Fulham, in Premier League, per 20 milioni di sterline, firmando un contratto quinquennale con il club inglese. Dopo un mancato trasferimento al Bayern Monaco nell'agosto del 2023, il mese seguente il centrocampista rinnova il proprio contratto con il Fulham fino al 2028, con opzione per un'ulteriore stagione.

#### Bayern Monaco
L'11 luglio 2024 Palhinha viene acquistato dal Bayern Monaco, in Bundesliga, per circa 51 milioni di euro, firmando un contratto quinquennale con il club bavarese.

#### Tottenham
Il 31 Luglio 2025 viene ceduto in prestito annuale al Tottenham, con opzione di acquisto per 30 milioni di euro entro l'estate del 2026.

### Nazionale
Nel marzo 2021 viene convocato per la prima volta da Fernando Santos in nazionale maggiore per alcune partite valide per le qualificazioni al campionato mondiale di calcio 2022. Debutta con la nazionale, il 24 del mese stesso durante il match di qualificazioni ai Mondiali contro l'Azerbaigian, subentrando al minuto 88º al posto di Rúben Neves. Sei giorni dopo segna la sua prima rete con la nazionale lusitana, fissando il punteggio sul 3-1 contro il Lussemburgo.

## Statistiche

### Presenze e reti nei club
Statistiche aggiornate al 3 agosto 2025.
| Stagione                  | Squadra                   | Campionato                | Campionato | Campionato | Coppe nazionali | Coppe nazionali | Coppe nazionali | Coppe continentali | Coppe continentali | Coppe continentali | Altre coppe | Altre coppe | Altre coppe | Totale | Totale | Totale |
| Stagione                  | Squadra                   | Comp                      | Pres       | Reti       | Comp            | Pres            | Reti            | Comp               | Pres               | Reti               | Comp        | Pres        | Reti        | Pres   | Reti   |        |
| ------------------------- | ------------------------- | ------------------------- | ---------- | ---------- | --------------- | --------------- | --------------- | ------------------ | ------------------ | ------------------ | ----------- | ----------- | ----------- | ------ | ------ | ------ |
| 2013-2014                 | Sporting Lisbona B        | SL                        | 2          | 0          | -               | -               | -               | -                  | -                  | -                  | -           | -           | -           | 2      | 0      |        |
| 2014-2015                 | Sporting Lisbona B        | SL                        | 17         | 1          | -               | -               | -               | -                  | -                  | -                  | -           | -           | -           | 17     | 1      |        |
| 2015-2016                 | Moreirense                | PL                        | 29         | 0          | TP+TL           | 0               | 0               | -                  | -                  | -                  | -           | -           | -           | 29     | 0      |        |
| 2016-gen. 2017            | Belenenses                | PL                        | 13         | 1          | TP+TL           | 1+4             | 0               | -                  | -                  | -                  | -           | -           | -           | 18     | 1      |        |
| gen.-giu. 2017            | Sporting Lisbona B        | SL                        | 1          | 0          | -               | -               | -               | -                  | -                  | -                  | -           | -           | -           | 1      | 0      |        |
| 2017-2018                 | Sporting Lisbona B        | SL                        | 1          | 0          | -               | -               | -               | -                  | -                  | -                  | -           | -           | -           | 1      | 0      |        |
| Totale Sporting Lisbona B | Totale Sporting Lisbona B | Totale Sporting Lisbona B | 21         | 1          |                 | -               | -               |                    | -                  | -                  |             | -           | -           | 21     | 1      |        |
| gen.-giu. 2017            | Sporting Lisbona          | PL                        | 11         | 0          | TP+TL           | 0               | 0               | UCL                | 0                  | 0                  | -           | -           | -           | 11     | 0      |        |
| 2017-2018                 | Sporting Lisbona          | PL                        | 2          | 0          | TP+TL           | 2+0             | 2+0             | UCL+UEL            | 2+1                | 0                  | -           | -           | -           | 7      | 2      |        |
| 2018-2019                 | Braga                     | PL                        | 23         | 2          | TP+TL           | 6+3             | 0               | UEL                | 0                  | 0                  | -           | -           | -           | 32     | 2      |        |
| 2019-2020                 | Braga                     | PL                        | 27         | 2          | TP+TL           | 2+4             | 0+1             | UEL                | 11                 | 1                  | -           | -           | -           | 44     | 4      |        |
| Totale Braga              | Totale Braga              | Totale Braga              | 50         | 4          |                 | 15              | 1               |                    | 11                 | 1                  |             | -           | -           | 76     | 6      |        |
| 2020-2021                 | Sporting Lisbona          | PL                        | 32         | 1          | TP+TL           | 3+3             | 1+0             | UEL                | 0                  | 0                  | -           | -           | -           | 38     | 2      |        |
| 2021-2022                 | Sporting Lisbona          | PL                        | 27         | 3          | TdP+TdL         | 2+3             | 0               | UCL                | 6                  | 0                  | ST          | 1           | 0           | 32     | 3      |        |
| Totale Sporting Lisbona   | Totale Sporting Lisbona   | Totale Sporting Lisbona   | 112        | 4          |                 | 13              | 3               |                    | 9                  | 0                  |             | 1           | 0           | 95     | 7      |        |
| 2022-2023                 | Fulham                    | PL                        | 35         | 3          | FACup+CdL       | 5+0             | 1+0             | -                  | -                  | -                  | -           | -           | -           | 40     | 4      |        |
| 2023-2024                 | Fulham                    | PL                        | 33         | 4          | FACup+CdL       | 1+5             | 0               | -                  | -                  | -                  | -           | -           | -           | 39     | 4      |        |
| Totale Fulham             | Totale Fulham             | Totale Fulham             | 68         | 7          |                 | 11              | 1               |                    | -                  | -                  |             | -           | -           | 79     | 8      |        |
| 2024-2025                 | Bayern Monaco             | BL                        | 17         | 0          | CG              | 2               | 0               | UCL                | 5                  | 0                  | Cmc         | -           | -           | 25     | 0      |        |
| 2025-2026                 | Tottenham                 | PL                        | -          | -          | FACup+CdL       | 0               | 0               | UCL                | -                  | -                  | SU          | -           | -           | -      | -      |        |
| Totale carriera           | Totale carriera           | Totale carriera           | 270        | 17         |                 | 46              | 5               |                    | 25                 | 1                  |             | 1           | 0           | 343    | 23     |        |

### Cronologia presenze e reti in nazionale
| Cronologia completa delle presenze e delle reti in nazionale ― Portogallo | Cronologia completa delle presenze e delle reti in nazionale ― Portogallo | Cronologia completa delle presenze e delle reti in nazionale ― Portogallo | Cronologia completa delle presenze e delle reti in nazionale ― Portogallo | Cronologia completa delle presenze e delle reti in nazionale ― Portogallo | Cronologia completa delle presenze e delle reti in nazionale ― Portogallo | Cronologia completa delle presenze e delle reti in nazionale ― Portogallo | Cronologia completa delle presenze e delle reti in nazionale ― Portogallo |
| Data                                                                      | Città                                                                     | In casa                                                                   | Risultato                                                                 | Ospiti                                                                    | Competizione                                                              | Reti                                                                      | Note                                                                      |
| ------------------------------------------------------------------------- | ------------------------------------------------------------------------- | ------------------------------------------------------------------------- | ------------------------------------------------------------------------- | ------------------------------------------------------------------------- | ------------------------------------------------------------------------- | ------------------------------------------------------------------------- | ------------------------------------------------------------------------- |
| 24-3-2021                                                                 | Torino                                                                    | Portogallo                                                                | 1 – 0                                                                     | Azerbaigian                                                               | Qual. Mondiali 2022                                                       | -                                                                         | 88’                                                                       |
| 27-3-2021                                                                 | Belgrado                                                                  | Serbia                                                                    | 2 – 2                                                                     | Portogallo                                                                | Qual. Mondiali 2022                                                       | -                                                                         | 90+1’                                                                     |
| 30-3-2021                                                                 | Lussemburgo                                                               | Lussemburgo                                                               | 1 – 3                                                                     | Portogallo                                                                | Qual. Mondiali 2022                                                       | 1                                                                         | 68’                                                                       |
| 4-6-2021                                                                  | Madrid                                                                    | Spagna                                                                    | 0 – 0                                                                     | Portogallo                                                                | Amichevole                                                                | -                                                                         | 70’                                                                       |
| 23-6-2021                                                                 | Budapest                                                                  | Portogallo                                                                | 2 – 2                                                                     | Francia                                                                   | Euro 2020 - 1º turno                                                      | -                                                                         | 46’                                                                       |
| 27-6-2021                                                                 | Siviglia                                                                  | Belgio                                                                    | 1 – 0                                                                     | Portogallo                                                                | Euro 2020 - Ottavi di finale                                              | -                                                                         | 45’ 78’                                                                   |
| 1-9-2021                                                                  | Faro                                                                      | Portogallo                                                                | 2 – 1                                                                     | Irlanda                                                                   | Qual. Mondiali 2022                                                       | -                                                                         | 73’                                                                       |
| 7-9-2021                                                                  | Baku                                                                      | Azerbaigian                                                               | 0 – 3                                                                     | Portogallo                                                                | Qual. Mondiali 2022                                                       | -                                                                         | 15’ 46’                                                                   |
| 9-10-2021                                                                 | Faro                                                                      | Portogallo                                                                | 3 – 0                                                                     | Qatar                                                                     | Amichevole                                                                | -                                                                         | 60’                                                                       |
| 12-10-2021                                                                | Faro                                                                      | Portogallo                                                                | 5 – 0                                                                     | Lussemburgo                                                               | Qual. Mondiali 2022                                                       | 1                                                                         | 73’                                                                       |
| 11-11-2021                                                                | Dublino                                                                   | Irlanda                                                                   | 0 – 0                                                                     | Portogallo                                                                | Qual. Mondiali 2022                                                       | -                                                                         |                                                                           |
| 14-11-2021                                                                | Lisbona                                                                   | Portogallo                                                                | 1 – 2                                                                     | Serbia                                                                    | Qual. Mondiali 2022                                                       | -                                                                         | 64’                                                                       |
| 5-6-2022                                                                  | Lisbona                                                                   | Portogallo                                                                | 4 – 0                                                                     | Svizzera                                                                  | UEFA Nations League 2022-2023 - 1º turno                                  | -                                                                         | 77’                                                                       |
| 9-6-2022                                                                  | Lisbona                                                                   | Portogallo                                                                | 2 – 0                                                                     | Rep. Ceca                                                                 | UEFA Nations League 2022-2023 - 1º turno                                  | -                                                                         | 88’                                                                       |
| 24-9-2022                                                                 | Praga                                                                     | Rep. Ceca                                                                 | 0 – 4                                                                     | Portogallo                                                                | UEFA Nations League 2022-2023 - 1º turno                                  | -                                                                         | 77’                                                                       |
| 24-11-2022                                                                | Doha                                                                      | Portogallo                                                                | 3 – 2                                                                     | Ghana                                                                     | Mondiali 2022 - 1º turno                                                  | -                                                                         | 88’                                                                       |
| 28-11-2022                                                                | Lusail                                                                    | Portogallo                                                                | 2 – 0                                                                     | Uruguay                                                                   | Mondiali 2022 - 1º turno                                                  | -                                                                         | 82’                                                                       |
| 2-12-2022                                                                 | Al Rayyan                                                                 | Corea del Sud                                                             | 2 – 1                                                                     | Portogallo                                                                | Mondiali 2022 - 1º turno                                                  | -                                                                         | 65’                                                                       |
| 23-3-2023                                                                 | Lisbona                                                                   | Portogallo                                                                | 4 – 0                                                                     | Liechtenstein                                                             | Qual. Euro 2024                                                           | -                                                                         |                                                                           |
| 26-3-2023                                                                 | Lussemburgo                                                               | Lussemburgo                                                               | 0 – 6                                                                     | Portogallo                                                                | Qual. Euro 2024                                                           | -                                                                         | 86’                                                                       |
| 17-6-2023                                                                 | Lisbona                                                                   | Portogallo                                                                | 3 – 0                                                                     | Bosnia ed Erzegovina                                                      | Qual. Euro 2024                                                           | -                                                                         | 88’                                                                       |
| 8-9-2023                                                                  | Bratislava                                                                | Slovacchia                                                                | 0 – 1                                                                     | Portogallo                                                                | Qual. Euro 2024                                                           | -                                                                         |                                                                           |
| 13-10-2023                                                                | Porto                                                                     | Portogallo                                                                | 3 – 2                                                                     | Slovacchia                                                                | Qual. Euro 2024                                                           | -                                                                         | 75’ 86’                                                                   |
| 19-11-2023                                                                | Lisbona                                                                   | Portogallo                                                                | 2 – 0                                                                     | Islanda                                                                   | Qual. Euro 2024                                                           | -                                                                         | 54’                                                                       |
| 21-3-2024                                                                 | Guimarães                                                                 | Portogallo                                                                | 5 – 2                                                                     | Svezia                                                                    | Amichevole                                                                | -                                                                         |                                                                           |
| 4-6-2024                                                                  | Lisbona                                                                   | Portogallo                                                                | 4 – 2                                                                     | Finlandia                                                                 | Amichevole                                                                | -                                                                         | 46’                                                                       |
| 8-6-2024                                                                  | Oeiras                                                                    | Portogallo                                                                | 1 – 2                                                                     | Croazia                                                                   | Amichevole                                                                | -                                                                         |                                                                           |
| 22-6-2024                                                                 | Dortmund                                                                  | Turchia                                                                   | 0 – 3                                                                     | Portogallo                                                                | Euro 2024 - 1º turno                                                      | -                                                                         | 45’ 46’                                                                   |
| 26-6-2024                                                                 | Gelsenkirchen                                                             | Georgia                                                                   | 2 – 0                                                                     | Portogallo                                                                | Euro 2024 - 1º turno                                                      | -                                                                         | 46’                                                                       |
| 1-7-2024                                                                  | Francoforte sul Meno                                                      | Portogallo                                                                | 0 – 0 dts (3 – 0 dtr)                                                     | Slovenia                                                                  | Euro 2024 - Ottavi di finale                                              | -                                                                         |                                                                           |
| 5-7-2024                                                                  | Amburgo                                                                   | Portogallo                                                                | 0 – 0 dts (3 – 5 dtr)                                                     | Francia                                                                   | Euro 2024 - Quarti di finale                                              | -                                                                         | 79’ 90+2’                                                                 |
| 8-9-2024                                                                  | Lisbona                                                                   | Portogallo                                                                | 2 – 1                                                                     | Scozia                                                                    | UEFA Nations League 2024-2025 - 1º turno                                  | -                                                                         | 46’                                                                       |
| 15-10-2024                                                                | Glasgow                                                                   | Scozia                                                                    | 0 – 0                                                                     | Portogallo                                                                | UEFA Nations League 2024-2025 - 1º turno                                  | -                                                                         | 50’ 61’                                                                   |
| 4-6-2025                                                                  | Monaco di Baviera                                                         | Germania                                                                  | 1 – 2                                                                     | Portogallo                                                                | UEFA Nations League 2024-2025 - Semifinale                                | -                                                                         | 90’                                                                       |
| Totale                                                                    |                                                                           | Presenze                                                                  | 34                                                                        |                                                                           | Reti                                                                      | 2                                                                         |                                                                           |

## Palmarès

### Club

#### Competizioni nazionali
- Coppa di Lega portoghese: 4

Sporting CP: 2017-2018, 2020-2021, 2021-2022
Braga: 2019-2020
- Campionato portoghese: 1

Sporting CP: 2020-2021
- Supercoppa di Portogallo: 1

Sporting CP: 2021
- Campionato tedesco: 1

Bayern Monaco: 2024-2025

### Nazionale
- UEFA Nations League: 1

2024-2025